# Hampden (Massachusetts)
Hampden es un pueblo ubicado en el condado de Hampden en el estado estadounidense de Massachusetts. En el Censo de 2010 tenía una población de 5.139 habitantes y una densidad poblacional de 100,85 personas por km².

## Geografía
Hampden se encuentra ubicado en las coordenadas 42°4′16″N 72°25′4″O / 42.07111, -72.41778. Según la Oficina del Censo de los Estados Unidos, Hampden tiene una superficie total de 50.96 km², de la cual 50.85 km² corresponden a tierra firme y (0.21%) 0.11 km² es agua.

## Demografía
Según el censo de 2010, había 5.139 personas residiendo en Hampden. La densidad de población era de 100,85 hab./km². De los 5.139 habitantes, Hampden estaba compuesto por el 96.67% blancos, el 0.49% eran afroamericanos, el 0.06% eran amerindios, el 1.36% eran asiáticos, el 0.02% eran isleños del Pacífico, el 0.41% eran de otras razas y el 0.99% pertenecían a dos o más razas. Del total de la población el 1.46% eran hispanos o latinos de cualquier raza.